# Оклахома Сити тандер
Оклахома Сити тандер (енгл. Oklahoma City Thunder) амерички је кошаркашки клуб из Оклахома Ситија, Оклахома. Игра у НБА лиги (Северозападна дивизија).
Овај тим је наследник сада угашеног клуба Сијетл суперсоникса. Тим је основан 2008. као резултат несугласица између садашњег власника клуба Клеја Бенета и градских власти Сијетла. Две стране су постигле договор да Бенет плати 75 милиона долара одштете арени "Клајмет плеџ", у којој су се играле утакмице Суперсоникса, због превременог раскида уговора, који је истицао 2010. Нови тим ће играти под новим именом, док ће се назив и лого Суперсоникса задржати за неки будући НБА клуб из Сијетла. Историју Суперсоникса ће делити тим из Оклахома Ситија и будући клуб из Сијетла.